# Omerovići (Višegrad, BiH)
Omerovići su naseljeno mjesto u općini Višegrad, Republika Srpska, BiH.

## Stanovništvo
Nacionalni sastav stanovništva 1991. godine, bio je sljedeći:
| Narod     | Broj stanovnika |
| --------- | --------------- |
| Muslimani | 113             |
| Ostali    | 2               |
| Ukupno    | 115             |